# Cecilia Argüelles
Cecilia Argüelles Ramos (Utuado, Puerto Rico, 5 de agosto) es una actriz puertorriqueña.
Ha filmado proyectos entre cortometrajes, largometrajes y unitarios. Sus más recientes logros son haber obtenido el Premio de Mejor Actuación Femenina Nacional en Cinefiesta 2012, Festival Internacional de Cortometrajes de Puerto Rico con los cortometrajes Fisura y Teal, además de ganar dos veces el Premio de Mejor Actriz con el Cortometraje Nacional en Rincón International Film Festival en 2013 y en 2011 con Deceptio y Es mejor escucharlo.

Homenajeada junto al actor Modesto Lacén por su trayectoria actoral en el Puerto Rico Int. Film & Convention. Además de actriz principal, fue la productora de Fisura, destacado como Selección Oficial de prestigiosos festivales internacionales y nacionales de cine en Argentina, Cuba, Guatemala y Puerto Rico.

Arguelles fue coproductora, casting director y actriz del cortometraje El Extraordinario Sr. Júpiter, cortometraje ganador de Cinefiesta 2014. En teatro, sus más recientes logros son haber representado a Puerto Rico en el Festival internacional de teatro de República Dominicana, Bienal de Teatro Grupal 2011 con la obra “Por Adelina hasta la vida”, bajo la dirección del Cuerpo de Actores de Teatro Experimental de San Juan.
Su participación más reciente fue en la obra “Lorca y sus Bodas de Sangre”, encarnando el papel de La Madre, bajo la dirección del mismo grupo y presentada en el Teatro Francisco Arriví. Recientemente formó parte del elenco de ¡Un Quickie! en La Beckett, participando de dos piezas de microteatro y de la adaptación teatral de la novela El Muerto, presentándose tanto en el Teatro Yagüez como en el Teatro Tapia.Fue TV Host de Estudio Deportivo en Punto 2 de Telemundo, tallerista de niños y adolescentes de Actuación en el Taller de Fotoperiodismo, ha participado de múltiples campañas publicitarias y fue la voz de las campañas publicitarias de 2016 de Gatsby.